# Aloysia xứ Liechtenstein
Aloysia xứ Liechtenstein (Tiếng Đức: Aloysia Maria Gabriela Hyppolita von und zu Leichtenstein; 13 tháng 8 năm 1838 – 17 tháng 4 năm 1920) là thành viên của Vương tộc Liechtenstein. Aloysia tích cực tham gia các hoạt động từ thiện của Công giáo và thành lập một tổ chức truyền giáo cho người vô gia cư ở Viên.